# Fissidentalium verconis
Fissidentalium verconis är en blötdjursart som beskrevs av Cotton och Ludbrook 1938. Fissidentalium verconis ingår i släktet Fissidentalium och familjen Dentaliidae. Inga underarter finns listade i Catalogue of Life.